# ویسکی آمریکایی
ویسکی آمریکایی (به انگلیسی: American whiskey) به ویسکی‌های تولید شده در کشور آمریکا گفته می‌شود که شامل ویسکی های مختلفی از جمله ویسکی بوربن ،ویسکی تنسی ، ویسکی چاودار ، ویسکی گندم و ... می‌باشد.

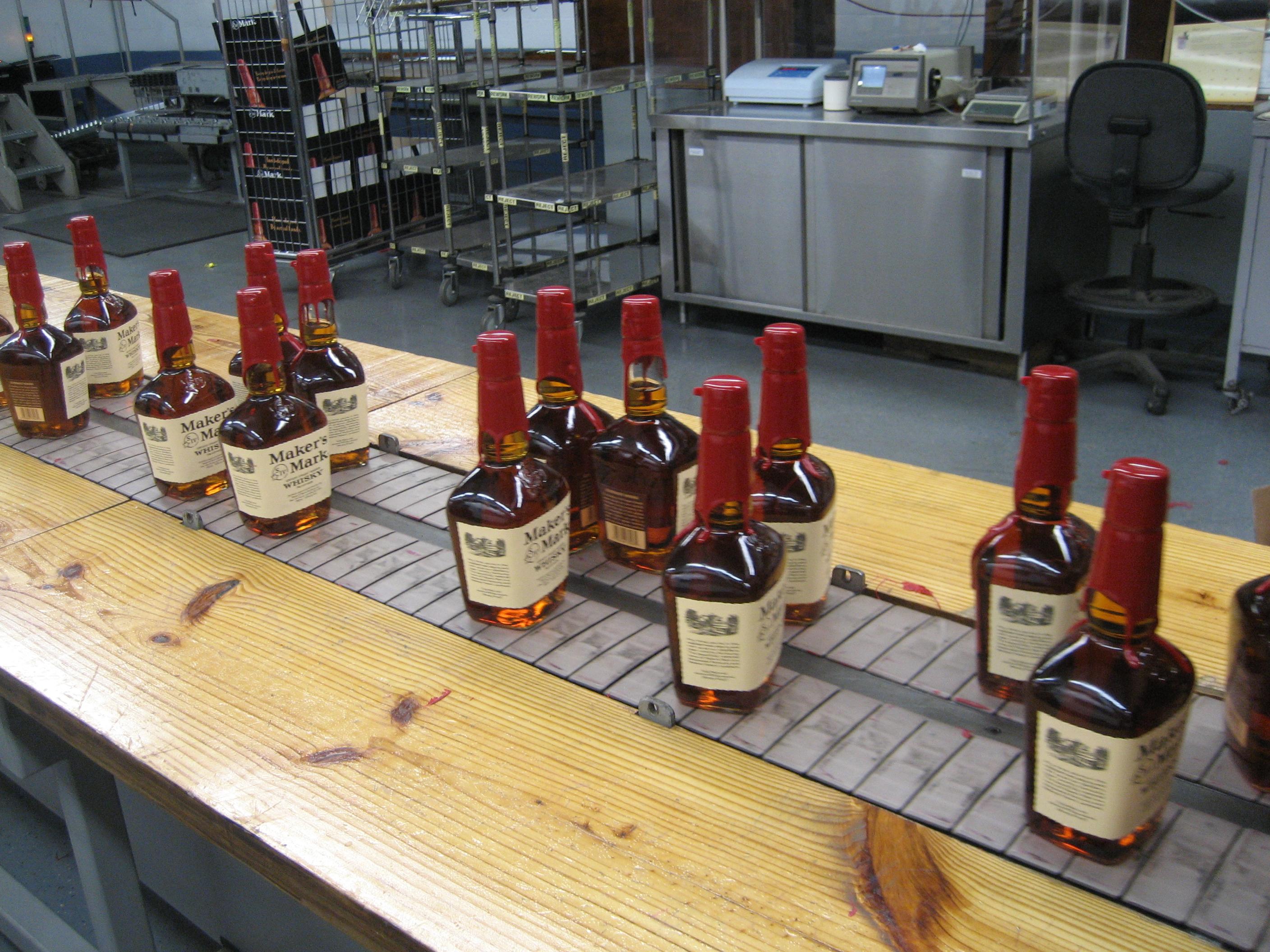
خط تولید ویسکی Maker's Mark